# Tiemen Groen
Pour les articles homonymes, voir Groen (homonymie).
Tiemen Groen, né le 6 juillet 1946 à Follega et mort le 26 octobre 2021 à Malmesbury, est un coureur cycliste néerlandais. Groen est sociétaire au club cycliste local du DTS Zaandam. Il a notamment été champion du monde de poursuite chez les amateurs en 1964, 1965 et 1966, et chez les professionnels en 1967.

## Palmarès sur piste

### Championnats du monde
- Paris 1964
  -  Champion du monde de poursuite amateurs
- Saint-Sébastien 1965
  -  Champion du monde de poursuite amateurs
- Francfort 1966
  -  Champion du monde de poursuite amateurs
- Amsterdam 1967
  -  Champion du monde de poursuite

### Championnats nationaux
- Champion des Pays-Bas de poursuite amateurs en 1964, 1965 et 1966
- Champion des Pays-Bas du kilomètre en 1966

## Palmarès sur route
- 1964
  -  Champion des Pays-Bas sur route juniors
- 1965
  - 3e du Tour de Hollande-Septentrionale
- 1966
  - Ronde van Ijsselmeer
  - 4e et 7e étapes du Tour de Belgique amateurs
  -  Médaillé d'argent du championnat du monde du contre-la-montre par équipes

## Distinctions
- Cycliste espoirs néerlandais de l'année : 1964